# Wilson Bentley

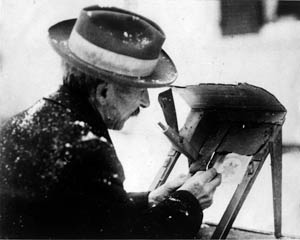
Bentley lucrând.

Wilson Alwyn „Snowflake” Bentley (n. 9 februarie 1865, Jericho, Vermont, SUA – d. 23 decembrie 1931), este unul dintre primii fotografi ai fulgilor de zăpadă. El a perfecționat un procedeu de capturare a fulgilor de zăpadă pe catifea neagră astfel încât imaginile să fie imortalizate înainte de topirea sau sublimarea lor.

## Biografie

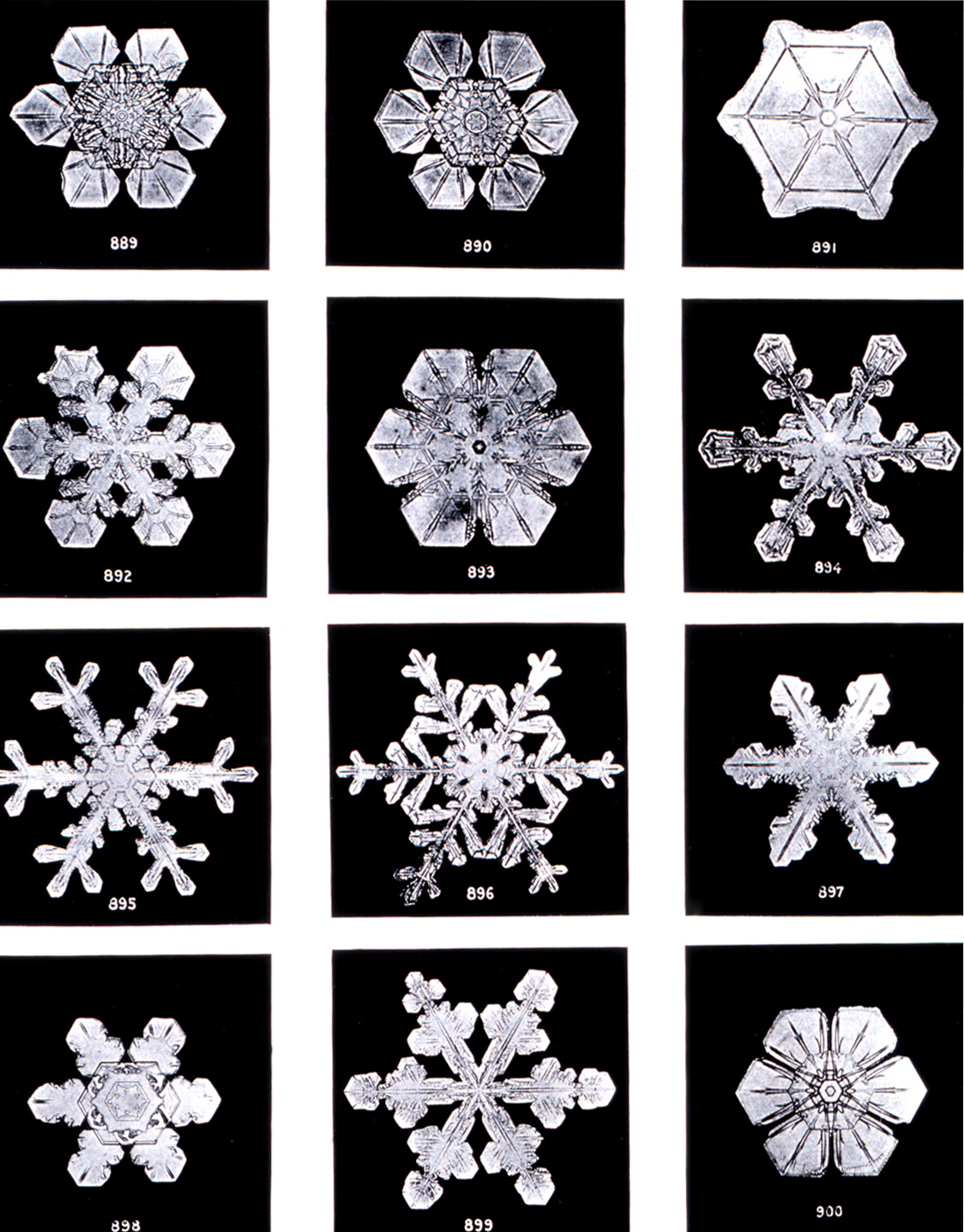
Fotografii de fulgi de zăpadă realizate de Wilson Bentley circa 1902

Bentley s-a născut în februarie 1865. A fost interesat de cristalele de zăpadă încă din adolescența petrecută la ferma familiei. El a încercat să deseneze ceea ce vedea printr-un vechi microscop primit de la mama sa la vârsta de cincisprezece ani. Fulgii erau prea complecși pentru a fi imortalizați înainte de a se topi, astfel că el a atașat un microscop unui banc optic și, după multe experimente, a fotografiat primul fulg de zăpadă la 15 ianuarie 1885.
El avea să realizeze peste 5.000 de fotografii de cristale pe parcursul întregii vieți. Fiecare cristal a fost capturat pe o tablă neagră și transferat rapid pe o lamelă de microscop. Chiar și la temperaturi sub zero grade, fulgii de zăpadă sublimează.
Bentley descria fulgii de zăpadă într-o manieră poetică drept „mici minuni de frumusețe”, iar cristalele drept „flori de gheață”. Cu toate aceasta, Bentley avea o atitudine foarte obiectivă față de munca sa, ca și fotograful german Karl Blossfeldt (1865–1932) care fotografia semințe și frunze.
Munca lui Bentley a atras atenție în ultimii ani ai secolului al XIX-lea. Harvard Mineralogical Museum a achiziționat câteva dintre micrografiile sale. În colaborare cu George Henry Perkins, profesor de istorie naturală la Universitatea Vermont, Bentley a publicat un articol în care a susținut că oricare doi fulgi de zăpadă sunt diferiți. Această idee a captivat imaginația publicului și el a mai publicat alte articole în alte reviste, cum ar fi National Geographic, Nature, Popular Science și Scientific American. Fotografiile sale au fost cerute de instituții academice din toată lumea.
În 1931, Bentley a colaborat cu William J. Humphreys de la U.S. Weather Bureau, publicând Snow Crystals, o monografie ilustrată cu 2.500 de fotografii. Printre alte publicații ale sale se numără articolul despre „zăpadă” din Encyclopædia Britannica, ediția a 14-a.
Bentley a fotografiat toate formele de gheață și formațiuni naturale de apă, printre care norii și ceața. A fost primul american care a înregistrat dimensiunile picăturilor de ploaie și a fost unul dintre primii fizicieni ce au studiat norii.
A murit de pneumonie la ferma sa în ziua de 23 decembrie 1931. Wilson A. Bentley a fost cinstit prin botezarea unui centru științific cu numele său la Johnson State College din Johnson, Vermont.
Kenneth G. Libbrecht notează că tehnicile utilizate de Bentley pentru a fotografia fulgii de zăpadă sunt în esență aceleași și astăzi și, deși calitatea fotografiilor reflectă limitările tehnice ale echipamentului epocii, „el le făcea atât de bine încât aproape nimeni nu s-a mai obosit să încerce să fotografieze fulgi de zăpadă timp de aproape 100 de ani”. 
Cea mai mare colecție de fotografii de Bentley o are Jericho Historical Society din orașul său natal, Jericho, Vermont.
Bentley și-a donat colecția de fotomicrografii de cristale de zăpadă pe plăci de sticlă Muzeului de Științe din Buffalo. O parte din această colecție a fost digitalizată și organizată într-o fototecă digitală.